# Eric Orchard
Eric Orchard est un illustrateur et dessinateur de bande dessinée vivant au Canada.

## Biographie
Eric Orchard a grandi à Halifax en Nouvelle-Écosse. Il a étudié la peinture et l'histoire de l'art au Nova Scotia College of Art and Design. 
Il a illustré trois livres pour enfants, dont le 3e, The Terrible, Horrible, Smelly Pirate, a été nommé pour le prix Lilian Shepherd Memorial[réf. nécessaire]. Orchard a aussi illustré A Forest For Christmas ainsi que Anything but Hank.
En 2008, son travail a été présenté à l'ancan charitable de Totoro Project. Son travail a été reconnu dans le Spectrum Annual of Fantastic Art et à l'exposition annuelle de la Society of Illustrators. Il publie également le web comic Harry and Silvio dans les Adventures of The Flying Boat.

## Œuvres et travaux
- Anything but Hank, Biblioasis, 2008
- The Terrible, Horrible, Smelly Pirate, Nimbus Publishing, 2008.
- A Forest for Christmas, Nimbus Publishing, 2007.